# Ohbayashia fuscoaenea
Ohbayashia fuscoaenea là một loài bọ cánh cứng trong họ Cerambycidae.